# Batocera oceanica
Batocera oceanica là một loài bọ cánh cứng trong họ Cerambycidae.